# Marc Bosch de Doria
Marc Bosch de Doria (Mataró, 10 d'agost de 1973), arqueòleg, empresari i polític català, va ser alcalde de Dosrius (el Maresme) entre els anys 2015 i 2019.
Llicenciat en Filosofia i Lletres per la Universitat Autònoma de Barcelona l'any 1996, la seva activitat professional sempre ha estat relacionada amb l'arqueologia i la gestió del patrimoni cultural, i des de l'any 2001 és empresari d'aquest sector. L'any 2014 es va afiliar a Esquerra Republicana de Catalunya (ERC) i va refundar la secció local de Dosrius, juntament amb altres militants del municipi. Va ser cap de llista a les eleccions municipals del 24 de maig de 2015, a les quals va obtenir 601 vots (24,28%). Va ser investit com a alcalde fruit d'un pacte de govern amb dues formacions polítiques d'àmbit local.
A les eleccions municipals de 2019 la llista d'ERC que encapçalava va quedar com a segona força (26,57%) i a partir del juny va ser substituït en el càrrec per la nova alcaldessa Sílvia Garrido Galera, del Partit dels Socialistes de Catalunya.